# Aloe swynnertonii
Aloe swynnertonii ist eine Pflanzenart der Gattung der Aloen in der Unterfamilie der Affodillgewächse (Asphodeloideae). Das Artepitheton swynnertonii ehrt den englischen Zoologen und Naturforscher Charles Francis Massy Swynnerton (1877–1938).

## Beschreibung

### Vegetative Merkmale
Aloe swynnertonii wächst stammlos oder sehr kurz stammbildend, ist einfach oder bildet kleine Gruppen aus drei bis vier Rosetten. Die etwa 20 lanzettlich verschmälerten Laubblätter bilden dichte Rosetten. Die Blattspreite ist bis zu 75 Zentimeter lang und 8 bis 10 Zentimeter breit. Ihre obersten 10 Zentimeter vertrocknen bald. Auf der dunkelgrünen Blattoberseite sind längliche bis zusammenfließende, H-förmige Flecken vorhanden, die unregelmäßige Querbänder bilden. Die Unterseite ist heller grün, liniert und in der Regel nicht gefleckt. Die rötlich braunen, stechenden Zähne am Blattrand sind 4 Millimeter lang und stehen 10 bis 25 Millimeter voneinander entfernt. Der Blattsaft ist trocken gelb.

### Blütenstände und Blüten
Der Blütenstand besteht aus acht bis zwölf Zweigen und erreicht eine Länge von 150 bis 175 Zentimeter. Die unteren Zweige sind gelegentlich nochmals verzweigt. Die dichten, kopfig-ebensträussigen Trauben sind 6 bis 8 Zentimeter lang und 7 bis 8 Zentimeter breit. Die deltoiden Brakteen weisen eine Länge von 8 Millimeter auf und sind 3 Millimeter breit. Die fleischrosafarbenen bis trüb korallenroten, leicht bereiften Blüten stehen an 25 bis 30 Millimeter langen Blütenstielen. Die Blüten sind 30 Millimeter lang und an ihrer Basis gestutzt. Auf Höhe des Fruchtknotens weisen die Blüten einen Durchmesser von 8 Millimeter auf. Darüber sind sie abrupt auf 5 Millimeter verengt, dann erneut erweitert und schließlich zur Mündung verengt. Ihre äußeren Perigonblätter sind auf einer Länge von 9 Millimetern nicht miteinander verwachsen. Die Staubblätter und der Griffel ragen bis zu 1 Millimeter aus der Blüte heraus.

## Systematik und Verbreitung
Aloe swynnertonii ist im Grenzgebiet zwischen Simbabwe und Mosambik im bergigen Grasland in Höhen von 800 bis 1800 Metern verbreitet.
Die Erstbeschreibung durch Alfred Barton Rendle wurde 1911 veröffentlicht.
Folgende Taxa wurden als Synonym in die Art einbezogen: Aloe chimanimaniensis Christian (1936) und Aloe melsetterensis Christian (1938).

## Nachweise